# Shahab-5
Shahab-5 ( persa: شهاب ۵, que significa "Meteor-5") és un míssil balístic iranià de llarg abast, que es rumorejava que existia des de 1998. Es calcula que es basa en el Taepodong-2 de Corea del Nord amb una primera etapa basada en el RD-0216 soviètic. S'estima que l'abast potencial del míssil és d'entre 4.000 i 4.300 km amb una càrrega útil de l'ogiva de 700 a 1.000 kg.